# Liste der Weihbischöfe in Berlin
Die folgenden Personen waren als Weihbischöfe im (Erz)Bistum Berlin tätig:
| Nr. | Bischof             | von  | bis  | Beschreibung | Darstellung | Wappen |
| --- | ------------------- | ---- | ---- | --- | ----------- | ------ |
| 1   | Josef Deitmer       | 1923 | 1929 | * 12. August 1865 in Münster/Westfalen, am 17. Dezember 1887 im Bistum Münster zum Priester geweiht, am 19. Februar 1923 zum Titularbischof von Sora und Weihbischof in Breslau mit Sitz in Berlin, konsekriert am 1. Mai 1923, † 16. Januar 1929 |             |        |
| 2   | Paul Tkotsch        | 1948 | 1963 | * 29. Juni 1895 in Gogolin, am 17. März 1923 in Breslau zum Priester geweiht, am 12. Mai 1948 zum Titularbischof von Eleutherna und Weihbischof in Berlin ernannt, konsekriert am 11. Juni 1948, † 14. Mai 1963 |             |        |
| 3   | Alfred Bengsch      | 1959 | 1961 | * 10. September 1921 in Berlin, am 2. April 1950 zum Priester geweiht, am 2. Mai 1959 zum Titularbischof von Tubia und zum Weihbischof in Berlin ernannt, konsekriert am 11. Juni 1959, am 16. August 1961 Bischof von Berlin, am 14. Januar 1962 Erzbischof (ad personam), 26. Juni 1967 römischer Kardinalpriester, † 13. Dezember 1979                         |             |        |
| 4   | Heinrich Theissing  | 1963 | 1970 | * 11. Dezember 1917 in Neiße, am 21. Dezember 1940 in Breslau zum Priester geweiht, am 13. März 1963 zum Titularbischof von Mina und zum Weihbischof von Berlin ernannt, konsekriert am 7. Mai 1963, am 12. Februar 1970 als Koadjutor- und ab 23. Juli 1973 Apostolischer Administrator in Schwerin ernannt, emeritiert am 5. Dezember 1987, † 11. November 1988 |             |        |
| 5   | Johannes Kleineidam | 1970 | 1981 | * 9. August 1935 in Berlin-Wilmersdorf, am 17. Dezember 1960 zum Priester geweiht, am 12. September 1970 zum Titularbischof von Nova und Weihbischof in Berlin ernannt, am 3. Oktober 1970 zum Bischof geweiht, † 2. Juni 1981 |             |        |
| 6   | Wolfgang Weider     | 1982 | 2009 | * 29. Oktober 1932 in Berlin, am 21. Dezember 1957 zum Priester geweiht, am 10. Februar 1982 zum Titularbischof von Uzita und zum Weihbischof in Berlin ernannt, am 25. März 1982 zum Bischof geweiht, emeritiert am 18. Februar 2009, † 14. Februar 2024 |             |        |
| 7   | Matthias Heinrich   | 2009 |      | * 26. Juni 1954 in Berlin, am 20. Juni 1981 zum Priester geweiht, am 18. Februar zum Titularbischof von Thibaris und zum Weihbischof in Berlin ernannt, am 19. April 2009 zum Bischof geweiht, von 28. Februar 2011 bis 27. August 2011 Diözesanadministrator des Erzbistums Berlin                                                                               |             |        |